# Indice Big Mac

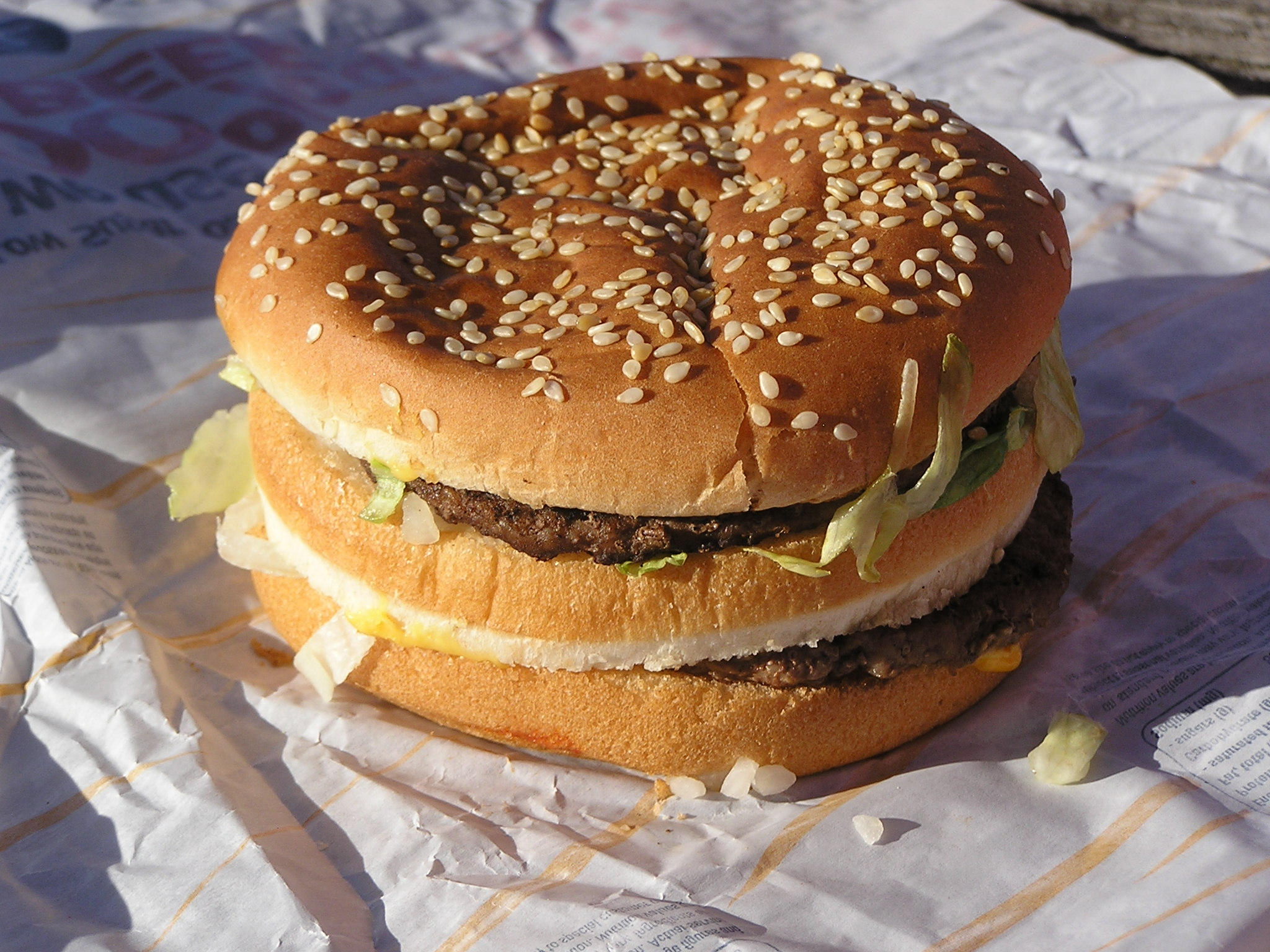
Un Big Mac acheté en Australie

Le Big Mac Index est une mesure de parité de pouvoir d'achat (PPA), inventée par le magazine The Economist en 1986.  Initialement proposé à titre facétieux, ce qui était une blague finira par se transformer en un indice bien réel. 
L'Indice Big Mac de parité de pouvoir d'achat est élaboré à partir des prix d'un hamburger de McDonald's, et est devenu un sujet d'étude sérieux pour plusieurs économistes. 
Chaque année, The Economist calcule et publie la liste du prix des Big Mac dans les principales zones géographiques du monde. Il permet de déterminer la parité de pouvoir d'achat en nombre de hamburgers. 

## Intérêt de l'indice
L’une des difficultés majeures de l’établissement des PPA est le choix du panier de produits permettant les comparaisons internationales. Les mesures de PPA, réalisées par les organismes internationaux comprennent souvent des milliers de produits et leur composition est dépendante de chacune des zones géographiques étudiées.
L'indice Big Mac permet de vulgariser certains concepts. Il se base sur la théorie de la parité des pouvoirs d’achat («Purchasing Power Parity» ou PPP), un taux de conversion monétaire permettant d'exprimer dans une unité commune les pouvoirs d'achat de différentes monnaies. 
L’indice Big Mac présente plusieurs avantages : sa mesure est facile, la composition et la vente d’un Big Mac nécessitent comme intrants à la fois des matières premières végétales et animales (achetées sur les marchés locaux), mais aussi des services (cuisiniers, vendeurs), des produits chimiques et des locaux. Les coûts de production sont calculés au plus juste par les gérants des McDonald's. 

## Mesure de l'indice
De prime abord, l'indice Big Mac permet de calculer le nombre d'unités monétaires nécessaires pour acheter la même « quantité de Big Mac » avec une unité monétaire de base (ici le dollar américain).
1. Le prix d'un Big Mac au Canada est de 5,64 $ (dollar canadien).
2. Le prix d'un Big Mac aux États-Unis est de 4,80 $ (dollar américain)[3].
3. Le calcul de l'indice se traduit alors ainsi : 5,64/4,80 = 1,175

Donc 1,175 dollar canadien permet d'acheter la même « quantité de Big Mac » que 1 dollar américain. Ensuite, il est possible de déterminer si le taux de change du marché est sur ou sous-évalué par rapport au taux réel. Dans le contexte ici le taux qu'on dit réel est en fait le taux obtenu par le calcul plus haut. Le taux de change du marché est d'environ 1,07 $ CA pour 1,00 $ US et l'indice nous donne un taux de 1,18, alors la monnaie canadienne serait surévaluée de 9,3 %.

## Indices Big Mac pour quelques pays
| Pays                | septembre 1986 | avril 1995 | avril 2001 | juin 2008 | janvier 2015 | janvier 2021 |
| ------------------- | -------------- | ---------- | ---------- | --------- | ------------ | ------------ |
| Zone euro (moyenne) |                |            | 1,1        | 0,94      | 0,77         | 0,91         |
| Argentine           | 1,29           | 1,55       | 0,98       | 3,08      | 5,85         | 0,66         |
| Brésil              | 7,8            | 1,04       | 1,42       | 2,10      | 2,82         | 0,70         |
| Canada              | 1,18           | 1,19       | 1,31       | 1,15      | 1,19         | 0,93         |
| Chine               | 3,88           | 1,30       | 3,90       | 3,50      | 3,59         | 0,61         |
| Danemark            | 11,5           | 4,49       | 9,74       | 7,84      | 7,2          | 0,87         |
| Grande-Bretagne     | 0,69           | 0,75       | 0,78       | 0,64      | 0,6          | 0,78         |
| Japon               | 231            | 169        | 115,75     | 78,43     | 77,24        | 0,66         |
| Norvège             |                |            |            | 11,2      | 10,02        | 1,07         |
| Pakistan            |                |            |            | 39,22     | 62,63        | 0,61         |
| Pologne             |                |            | 2,32       | 1,96      | 1,92         | 0,62         |
| Suède               | 10,3           | 11,2       | 9,45       | 10,64     | 8,5          | 1,13         |
| Suisse              |                | 2,54       | 2,48       | 1,82      | 1,36         | 1,29         |
| Turquie             |                |            |            | 1,44      | 1,93         | 0,56         |

## Limites
L'indice Big Mac en tant qu'outil de calcul du pouvoir d'achat possède des limites au sens où il prend en compte l'interaction des monnaies de différents pays. Ainsi, si dans un pays le prix du Big Mac a évolué, en termes de monnaie locale, autant qu'aux États-Unis, mais que le cours de cette monnaie a fortement monté ou diminué par rapport au dollar américain, cela se répercutera sur l'indice Big Mac, alors qu'en réalité le pouvoir d'achat réel n'aura pas évolué.
Or, les pays ont des niveaux de développement très différents, l'homogénéité du Big Mac ne s'applique que très difficilement à un ensemble homogène de pays. De plus, il existe à travers le monde des barrières commerciales élaborées par les gouvernements de chaque pays afin de protéger son marché local et ceci malgré l'intervention d'organismes tels que l'Organisation mondiale du commerce.
Enfin, le goût des consommateurs varie d'un pays à l'autre, ce qui fait fluctuer le niveau de la demande du bien. 